# Freenode
freenode, în trecut cunoscut ca Open Projects Network, este o rețea IRC, utilizată în principal de dezvoltatorii proiectelor open source. Serverele lor sunt accesibile prin numele de domeniu chat.freenode.net și irc.freenode.net, care balansează încărcarea de conexiuni utilizând serverele actuale prin rotație. În 2010, ea a devenit cea mai mare rețea IRC centrată pe software liber și open source, iar în 2013, cea mai mare rețea IRC, indiferent de focusare, cuprinzând mai mult de 80.000 de utilizatori și peste 40.000 de canale, având câte aproape 5.000 de utilizatori noi pe an.

În 2013, în lume existau 27 de servere freenode